# Hockey Club Martigny
 (août 2023).
Si vous disposez d'ouvrages ou d'articles de référence ou si vous connaissez des sites web de qualité traitant du thème abordé ici, merci de compléter l'article en donnant les références utiles à sa vérifiabilité et en les liant à la section « Notes et références ».
Pour les articles homonymes, voir HCM.
Le HC Martigny est un club suisse de hockey sur glace qui jouait ses matchs à domicile au Forum d'Octodure à Martigny. Fondé en 1939, il cesse ses activités en 2008. Cette même année, et à la suite de la fusion avec le HC Verbier-Val de Bagnes, le club renaît sous le nom de Hockey Club Red Ice Martigny-Verbier-Entremont. Le club a connu quatre promotions en ligue nationale B (LNB) en 1955, 1973, 1987 et 2005. Il remporte la LNB une fois, en 1990.

## Histoire
Le HC Martigny est fondé en 1939 et a le plus souvent évolué en 1ère ligue. Il connait ses meilleures heures au début des années 1990. Après deux cours passages en LNB, le club s'y installe plus durablement sous la présidence de René Grand. À la suite de la promotion de 1987, il remporte le championnat en 1990. Lors des années suivantes, le club dispute plusieurs finales de promotion en LNA. Néanmoins, il ne parvient jamais à rejoindre l'élite du hockey suisse. La fin de la décennie est plus délicate avec une relégation en troisième division pour raisons administratives. L'équipe retrouve la LNB en 2005. Cette nouvelle aventure ne dure toutefois pas : les saisons 2005-2006, 2006-2007 et 2007-2008 se soldent toutes par un échec, le HC Martigny ne parvenant pas à se qualifier pour les play-off. Au terme de la saison 2007-2008, le conseil d'administration du HC Martigny S.A. démissionne en bloc. Face à l'absence de repreneurs, l'équipe est retirée de la Ligue nationale B ; le HC Martigny en tant que tel disparaît. De nombreux membres et personnalités historiques du club accueillent alors favorablement la demande de rapprochement des dirigeants du HC Verbier-Val de Bagnes. Au printemps 2008, une nouvelle structure naît de ce rapprochement : le Hockey Club Red Ice Martigny-Verbier-Entremont.

## Appellations du club
Au cours de son histoire, le club a connu deux noms différents. Le nom Octodure provient du nom romain de la ville de Martigny, Octodurus.
- 1939 à 2000: HC Martigny
- 2000 à 2002: HC Octodure
- 2002 à 2008: HC Martigny

## Palmarès
- Champion de LNB :
  - 1990
- Champion de 1re ligue :
  - 1987
  - 2003
  - 2005

## Statistiques
| Saison    | PJ | V  | VP | D  | N | DP | BP  | BC  | Pts | Classement | Séries éliminatoires         |
| --------- | -- | -- | -- | -- | - | -- | --- | --- | --- | ---------- | ---------------------------- |
| 1953-1954 | -  | -  | -  | -  | - | -  | -   | -   | -   | 2e         | non qualifiés                |
| 1954-1955 | -  | -  | -  | -  | - | -  | -   | -   | -   | 1er        | Promus                       |
| 1955-1956 | 10 | 7  | -  | 3  | 0 | -  | 58  | 47  | 14  | 2e         | non qualifiés                |
| 1956-1957 | 8  | 5  | -  | 5  | 0 | -  | 52  | 63  | 10  | 2e         | non qualifiés                |
| 1957-1958 | 12 | 3  | -  | 9  | 0 | -  | 39  | 67  | 6   | 6e         | non qualifiés                |
| 1958-1959 | 12 | 4  | -  | 7  | 1 | -  | 42  | 50  | 9   | 4e         | non qualifiés                |
| 1959-1960 | 12 | 2  | -  | 8  | 2 | -  | 20  | 55  | 6   | 7e         | non qualifiés                |
| 1960-1961 | 12 | 5  | -  | 7  | 2 | -  | 52  | 58  | 12  | 5e         | non qualifiés                |
| 1961-1962 | 14 | 2  | -  | 10 | 2 | -  | 41  | 98  | 6   | 7e         | non qualifiés                |
| 1962-1963 | 14 | 9  | -  | 5  | 0 | -  | 46  | 37  | 18  | 2e         | non qualifiés                |
| 1963-1964 | 14 | 10 | -  | 1  | 3 | -  | 60  | 35  | 23  | 2e         | non qualifiés                |
| 1964-1965 | 14 | 8  | -  | 5  | 1 | -  | 54  | 41  | 17  | 2e         | non qualifiés                |
| 1965-1966 | 18 | 8  | -  | 5  | 5 | -  | 54  | 38  | 21  | 5e         | non qualifiés                |
| 1966-1967 | 18 | 9  | -  | 8  | 1 | -  | 70  | 44  | 19  | 4e         | Défaite en finale            |
| 1967-1968 | 14 | 2  | -  | 12 | 0 | -  | 26  | 90  | 4   | 7e         | Relégués                     |
| 1968-1969 | 15 | 12 | -  | 2  | 1 | -  | 91  | 56  | 25  | 2e         | non qualifiés                |
| 1969-1970 | 16 | 12 | -  | 4  | 0 | -  | 86  | 52  | 24  | 2e         | non qualifiés                |
| 1970-1971 | 18 | 15 | -  | 2  | 1 | -  | 128 | 43  | 31  | 2e         | non qualifiés                |
| 1971-1972 | 18 | 14 | -  | 2  | 2 | -  | 94  | 45  | 30  | 2e         | non qualifiés                |
| 1972-1973 | 18 | 15 | -  | 2  | 1 | -  | 81  | 35  | 31  | 1er        | Défaite en finale, promotion |
| 1973-1974 | 14 | 3  | -  | 10 | 1 | -  | 53  | 74  | 7   | 7e         | Sauvés en play-out           |
| 1974-1975 | 14 | 4  | -  | 8  | 2 | -  | 49  | 78  | 10  | 7e         | Relégués                     |
| 1975-1976 | 18 | 12 | -  | 5  | 1 | -  | 93  | 61  | 25  | 2e         | non qualifiés                |
| 1976-1977 | 18 | 14 | -  | 3  | 1 | -  | 152 | 61  | 25  | 2e         | non qualifiés                |
| 1977-1978 | 18 | 14 | -  | 3  | 1 | -  | 130 | 56  | 29  | 2e         | non qualifiés                |
| 1978-1979 | 18 | 11 | -  | 5  | 2 | -  | 126 | 64  | 24  | 3e         | non qualifiés                |
| 1979-1980 | 18 | 9  | -  | 7  | 2 | -  | 106 | 73  | 20  | 3e         | non qualifiés                |
| 1980-1981 | 18 | 14 | -  | 2  | 2 | -  | 140 | 49  | 30  | 1er        | Défaite en finale            |
| 1981-1982 | 18 | 14 | -  | 2  | 2 | -  | 117 | 47  | 30  | 1er        | Défaite en finale            |
| 1982-1983 | 18 | 10 | -  | 7  | 1 | -  | 107 | 69  | 21  | 4e         |                              |
| 1983-1984 | 18 | 17 | -  | 1  | 0 | -  | 170 | 51  | 34  | 1er        |                              |
| 1984-1985 | 22 | 18 | -  | 2  | 2 | -  | 197 | 88  | 39  | 2e         | Défaite en demi-finale       |
| 1985-1986 | 22 | 16 | -  | 2  | 4 | -  | 161 | 67  | 36  | 2e         |                              |
| 1986-1987 | 22 | 20 | -  | 1  | 1 | -  | 206 | 44  | 41  | 1er        | Vainqueurs                   |
| 1987-1988 | 36 | 12 | -  | 17 | 7 | -  | 129 | 156 | 31  | 8e         | Non qualifiés                |
| 1988-1989 | 36 | 16 | -  | 12 | 8 | -  | 154 | 126 | 40  | 4e         |                              |
| 1989-1990 | 36 | 22 | -  | 10 | 2 | -  | 166 | 143 | 48  | 1er        |                              |
| 1990-1991 | 36 | 14 | -  | 16 | 6 | -  | 143 | 145 | 34  | 7e         | Non qualifiés                |
| 1991-1992 | 36 | 20 | -  | 15 | 1 | -  | 157 | 126 | 41  | 4e         |                              |
| 1992-1993 | 36 | 21 | -  | 13 | 2 | -  | 153 | 112 | 44  | 3e         | Défaite au premier tour      |
| 1993-1994 | 36 | 25 | -  | 9  | 2 | -  | 168 | 118 | 52  | 2e         | Défaite en demi-finale       |
| 1994-1995 | 36 | 11 | -  | 20 | 5 | -  | 124 | 164 | 27  | 9e         | Non qualifiés                |
| 1995-1996 | 36 | 14 | -  | 17 | 5 | -  | 134 | 158 | 33  | 6e         | Défaite en quarts de finale  |
| 1996-1997 | 22 | 11 | -  | 8  | 3 | -  | 91  | 94  | 25  | 6e         | Non qualifiés                |
| 1997-1998 | 40 | 22 | -  | 17 | 1 | -  | 208 | 173 | 45  | 5e         | Défaite en quarts de finale  |
| 1998-1999 | 40 | 10 | -  | 28 | 2 | -  | 128 | 205 | 22  | 11e        | Non qualifiés                |
| 1999-2000 | 20 | 5  | -  | 14 | 1 | -  | 71  | 93  | 11  | 10e        | Non qualifiés                |
| 2001-2002 | 22 | 13 | -  | 7  | 2 | -  | 123 | 68  | 28  | 3e         | Défaite en demi-finale       |
| 2002-2003 | 22 | 17 | -  | 3  | 2 | -  | 98  | 43  | 36  | 1er        | Défaite en demi-finale       |
| 2003-2004 | 22 | 13 | -  | 8  | 1 | -  | 80  | 66  | 27  | 5e         | Défaite en demi-finale       |
| 2004-2005 | 20 | 15 | -  | 2  | 3 | -  | 65  | 40  | 33  | 1er        |                              |
| 2005-2006 | 42 | 7  | -  | 32 | 3 | -  | 119 | 193 | 17  | 11e        | Non qualifiés                |
| 2006-2007 | 45 | 11 | 4  | 28 | - | 3  | 145 | 227 | 43  | 10e        | Non qualifiés                |
| 2007-2008 | 49 | 10 | 3  | 28 | - | 8  | 151 | 234 | 44  | 12e        | Non qualifiés                |

## Personnalités

### Numéros retirés
- Le numéro 10 est retiré de l'effectif du HC Martigny en hommage à Petr Rosol, joueur entre 1993 et 1999. L'ancien capitaine du HCM est également le meilleur pointeur de l'histoire du club. Il a marqué 462 points pour le club, dont 174 buts[3].
- Le numéro 11 de Igor Fedoulov avec lequel Petr Rosol a formé le duo le plus prolifique de LNB de l'époque, a aussi été retiré. En 156 matches, Fedoulov comptabilise 334 points avec le HC Martigny (dont 47 avec le HC Martigny Red Ice)[4].